# Emile de T’Serclaes de Wommersom

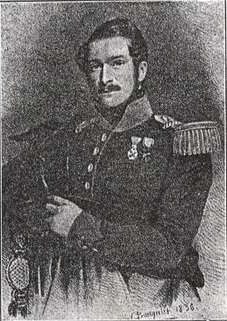
Porträt von Émile de T’Serclaes de Wommersom (1836)

Théodore Émile Dominique Charles Ghislain de T’Serclaes de Wommersom (* 28. August 1809 in Brüssel; † 25. Mai 1880 in Gent) war Oberstleutnant von Brabant und Namur, Gouverneur von Limburg, Gouverneur von Ostflandern und Diplomat.

## Biographie
Emile wurde am 28. August 1809 von Marie Catherine Ghislaine van der Gote de Metz-Blanc-Bois (* 1780; † 1824) und vom pensionierten Großgrundbesitzer Jean Francois Charles Gislain Baron de T’Serclaes de Wommersom (* 1779; † 1849: ⚭ 27. April 1807 in Brüssel) in Brüssel geboren. Er entstammte der belgischen Adelsfamilie T’Serclaes.
Emile’s private Ausbildung wurde hauptsächlich von seinem Vater organisiert, der die Lehrer dafür auswählte und ihn wohl teilweise selbst unterrichtete. Seine Rhetorikprüfung am Gymnasium Löwen im August 1825 bestand er Summa cum laude. Noch im gleichen Jahr begann er ein Jurastudium an der Universität Löwen, wo er ein ausgezeichneter Student blieb. 1830 war er Teilnehmer der Belgischen Revolution, nachdem er zuvor noch zu jung für politische Rollen gewesen war. Nachdem sich der Aufstand von Brüssel nach Löwen ausgebreitet hatte, wurde der 21-jährige Emile aufgrund seines Familienhintergrunds und seiner Ausbildung zum Offizier der Bürgerwehr und Kommandant des lokalen Freiwilligencorps. Als solcher war er 1830 beteiligt bei der Besetzung der Leuvener Kaserne, den Schlachten am Mechelse Poort gegen General Trip Anfang September und am Tiense Poort gegen General Cort Heyligers am 23. September. Bei letzterer Schlacht erlitt er eine schwere Kopfverletzung, wurde am 7. November 1830 bzw. 3. Januar 1831 zum vorläufigen Bezirkskommissar von Löwen ernannt bzw. im Amt bestätigt.

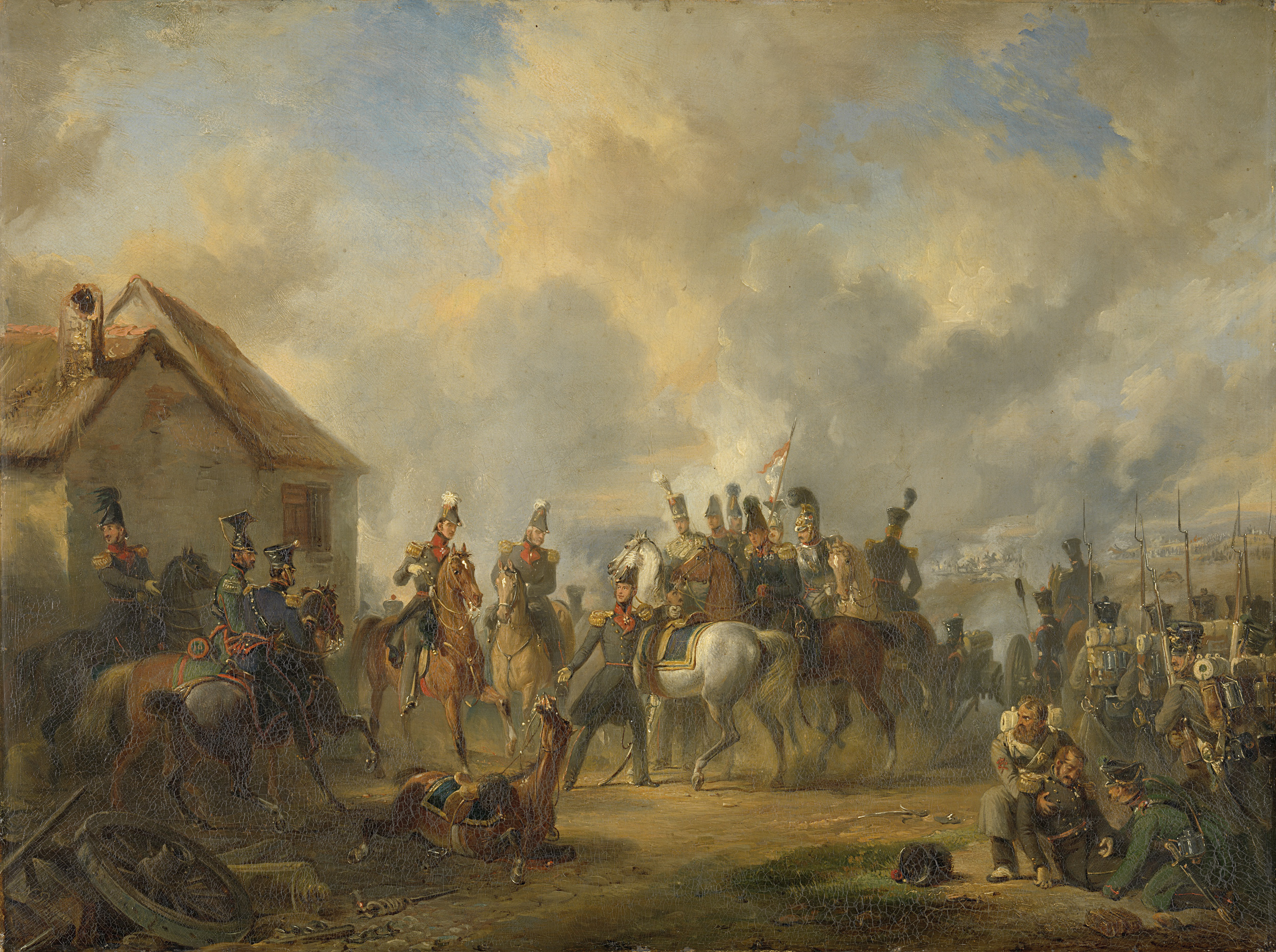
Ölgemälde der Schlacht von Bautersem während der Zehn-Tage-Kampagne im August 1831 (Nicolaas Pieneman, 1833)

Während der Zehn-Tage-Kampagne im August 1831 war er Oberstleutnant von Brabant und Namur.
1831 nahm er nach den Militäraktionen sein Studium wieder auf und beendete es 1834 an der Staatlichen Universität Gent als promovierter Rechtswissenschaftler. 1834 wurde ihm für seinen Militärdienst während der Revolution das Eiserne Kreuz und (am 30. Juli) der ritterliche Leopoldsorden verliehen. Er verfügte über Höhe militärische Auszeichnungen. Als Bezirkskommissar wurde er am 29. Juni 1835 nach Brüssel versetzt und übte das Amt bis 13. Januar 1837 aus. Am 29. September 1836 wurde er katholischer Provinzrat von Brabant für den Kanton Sint-Maartens-Lennik und blieb für zehn Jahre. Am 13. Januar 1837 wurde er für J.B. Nothomb (der wohl selbst befördert wurde) zum Generalsekretär des Außenministeriums befördert und reiste als außerordentlicher Missionar am 15. Juli 1839 auf eine diplomatische Mission nach Österreich und Deutschland.
Am 2. Juli 1840 heiratete er in Verviers Marie Anne de Biolley (1822–1859). Aus der Ehe gingen vier Söhne und vier Töchter hervor.
Nach dem Rücktritt des Prinzen von Chimay soll er sich 1842 um die Position des Gouverneurs der Provinz Luxemburg beworben haben, was er wohl schon seit längerem angestrebt hatte. Trotz Unterstützung aus dem In- und Ausland blieb seine Bewerbung erfolglos.
Am 18. Januar 1847 wurde er Volksvertreter von Sint-Niklaas, ein Amt, das P. Verwilghen vorher ausübte. Diese Wahl verdankte er wohl auch der Unterstützung seines Bruders August. Sein vorheriges Amt musste er ruhen lassen, weil es mit dem neuen nicht kompatibel war. Zwischen 1855 und 1857 war er Bürgermeister von Wommersom. Am 21. April 1856 wurde ihn der Grafentitel verliehen, am 8. Februar 1871 auch seinen Nachkommen. Am 6. Juni 1856 erhielt er das Offizierskreuz des Leopoldsordens.
Am 24. Juni 1857 wurde er zum Gouverneur der Provinz Limburg ernannt und zog nach einem Monat nach Hasselt. Stanislas Verwilghen übernahm sein Amt in Sint-Niklaas. Landwirtschaft und Infrastruktur waren seine Schwerpunkte als Gouverneur des damals sozioökonomisch etwas zurückgebliebenen Limburgs.
Am 29. März 1859 wurde auf seine Initiative die „Société Agricole du Limbourg“ gegründet. Eine Organisation zur Förderung der Landwirtschaft in Limburg durch neue Initiativen. Er ließ das Limburger Eisenbahnnetz bedeutend ausbauen und löste viele lokale Interessenkonflikte.
In paternalistischer Manier sorgte er für die finanzielle Umstrukturierung der limburgischen Gemeinden und Wohlfahrtsbehörden und pflegte gute Kontakte zum Gouverneur von Niederländisch-Limburg P.J.A.M van der Does der Willebois.
Nach seinem Biographen Van der Eycken waren die verbessernden, mit niederländisch Limburg am 12. Mai 1863 ausgehandelten vertraglichen Regelungen um den Fluss Maas sein Verdienst. Auch wirkte er entscheidend mit bei der Gründung der ersten Hasselter Zeichenakademie 1862 und unterstützte die Entstehung des Nationalarchiv Hasselt im Jahr 1869.
Sein Charakter war gemäßigt, nicht von starren Ideologischen Prinzipien geleitet und öffentlich versöhnlich. Er zeigte aktives Interesse an öffentlichem Kontext, war bei seinen Mitarbeitern in diesem Sinne anerkannt und beliebt, die Limburger Presse ignorierte seinen Rücktritt aber weitestgehend. Am belgischen Nationalfeiertag wurde ihm der Leopoldsorden Klasse Großoffizier verliehen, wahrscheinlich zu einem Zeitpunkt, als schon bekannt war, dass er umziehen würde.
Er ging dann als Nachfolger von Edouard De Jaegher nach Ostflandern, wo er am 11. Oktober 1871 zum Gouverneur berufen wurde. Er wurde Teil eines katholischen Rates, wo sein Vorgänger Edouard De Jaegher als Liberaler vor seinem Rücktritt keinen Platz mehr für sich gesehen hatte. Die Ernennung des katholischen Emile T’Serclaes war verbunden mit der gleichzeitigen Ernennung von Jules Joseph d’Anethan, womit sich nach Jahren Dominanz der Liberalen eine homogene katholische Regierungsgruppe bildete. Emile T’Serclaes handelte neutral und intern kritikmildernd, auch gegenüber niedrigen Verwaltungen.
Am 6. Oktober 1879 ging er in den Ruhestand und starb ein halbes Jahr darauf am 25. Mai 1880 70-jährig in Gent. Nach seinem eigenen Wunsch wurde sein Körper im Familiengrab Wommersom und sein Herz als Zeichen seiner großen Ehrfurcht vor der Jungfrau Maria unter dem Hauptaltar der Basilika Unserer Lieben Frau in Scherpenheuvel beigesetzt.